# Баренбойм, Даниель
Дание́ль Баренбо́йм (ивр. דניאל בארנבוים‎, исп. Daniel Barenboim; род. 15 ноября 1942[…], Буэнос-Айрес) — израильский дирижёр и пианист.

## Биография
Родился в Аргентине в еврейской семье. Занимался музыкой с пяти лет, его первыми и единственными учителями были мать и отец — выходцы из Российской империи Аида Шустер и Энрике Баренбойм (1913—1998), оба пианисты. В число учеников Энрике Баренбойма входят Даниэл Альфред Вакс, Лало Шифрин, Луис Бакалов и ряд других известных пианистов. К ученикам Аиды Баренбойм относятся Вячеслав Динерштейн, Эйран Каценеленбоген, Жорж Лепо (George Lepauw) и ряд других.
Дал свой первый концерт в Буэнос-Айресе в возрасте семи лет. В 1952 году семья переехала в Израиль. В 1954 году приехал в Зальцбург учиться дирижёрскому искусству у Игоря Маркевича. С тех пор концертировал в разных странах мира.
С 1975 по 1989 годы возглавлял Оркестр Парижа, сменив на этом посту Георга Шолти. С 1991 по 2006 год он руководил, опять-таки вслед за Шолти, Чикагским симфоническим оркестром. С 1992 года по 31 января 2023 года был музыкальным директором Берлинской государственной оперы. С 2006 года — приглашённый руководитель оркестра миланского театра «Ла Скала», с 2011 года — главный дирижёр и музыкальный руководитель этого театра.
Баренбойм имеет гражданства Аргентины и Израиля, а также почётные гражданства Государства Палестина и Испании; живёт в Берлине.
В феврале 2025 года приостановил выступления из-за диагностированной болезни Паркинсона.

### Личная жизнь
В 1967 году женился на британской виолончелистке Жаклин дю Пре (ум. 1987). Её собственная карьера из-за болезни закончилась уже в 1973 году.
С начала 1980-х спутницей Баренбойма стала пианистка Елена Башкирова, дочь Дмитрия Башкирова, они оформили брак в 1988 году. У них двое детей, рождённых ещё при жизни Жаклин дю Пре: Давид (род. 1982) и Михаэль Баренбойм (род. 1985), концертирующий скрипач.

## Творческая деятельность

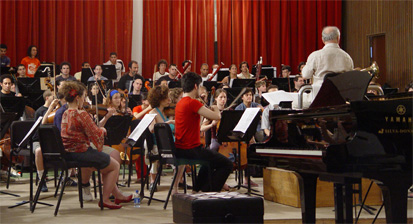
Баренбойм дирижирует оркестром «Западно-восточный диван» в Севилье, 2005

Как пианист дебютировал в 1952 году в Вене и Риме. Выступал в ансамбле со скрипачом Адольфом Бушем, пианистом Артуром Рубинштейном, играл с такими дирижёрами, как Вильгельм Фуртвенглер и Отто Клемперер. Первые записи Баренбойма относятся к 1954 году. В 1955 году он изучал композицию в Париже у Нади Буланже. В 1965 году стал руководителем Английского камерного оркестра и записал с ним как пианист и дирижёр все концерты Моцарта.
В период, когда его женой была Жаклин дю Пре, Баренбойм совместно с ней, со скрипачами Пинхасом Цукерманом и Ицхаком Перлманом, а также Исааком Стерном и Зубином Метой, исполнял и записывал исключительно камерную музыку, больше всего — Бетховена, а также Шуберта.
В Севилье вместе с Эдвардом Саидом создал оркестр «Западно-восточный диван», состоящий из молодых арабских и еврейских музыкантов. В соавторстве с Саидом написал книгу «Параллели и парадоксы» (2002).

## Музыкальный репертуар
В репертуар Баренбойма-пианиста входят композиторы от Баха до Булеза и Дютийё.
Начиная с 1973 года, когда он дебютировал в Эдинбурге моцартовским «Дон Жуаном», Баренбойм выступает также как оперный дирижёр, в 1981—1983 и 1986—1999 годах он был дирижёром Байройтского фестиваля. Кроме того, как аккомпаниатор, он записал вместе с Дитрихом Фишером-Дискау песни Моцарта, Брамса, Листа и Хуго Вольфа.

## Признание
Творчество Баренбойма получило широкое признание публики. Он — почётный доктор нескольких университетов мира, среди его наград:
- Большой крест ордена «За заслуги перед Федеративной Республикой Германия» (2002)
- Командор Ордена Почётного легиона (2007)
- Премия Вильгельма Фуртвенглера (2003)
- Премия Роберта Шумана (2005)
- Премия Эрнста фон Сименса (2006)
- Премия Герберта фон Караяна (2010)
- Urania-Medaille[нем.] (2014)

Баренбойм — шестикратный лауреат премии «Грэмми» (1976, 1991, 2002 — как дирижёр; 1990, 1994, 2001 — как пианист).
В 2004 году он получил в Израиле премию Вольфа, которая присуждается учёным и художникам «за достижения в интересах человечества и деле мира между народами», в 2007 году ему вручена Императорская премия Японии. Введён в Зал славы журнала Gramophone.
Был почётным знаменосцем олимпийского флага на открытии Олимпийских игр 2012 года в Лондоне.